# Baugestaltungsrecht
Das Baugestaltungsrecht ist ein Teilgebiet des Bauordnungsrechts, das sich mit der äußeren Gestaltung zu erstellender oder bereits bestehender baulicher Anlagen befasst. Es dient anders als die technischen Bauvorschriften nicht der Gefahrenabwehr im engeren Sinne, sondern verfolgt ästhetische oder der allgemeinen Wohlfahrt dienende Absichten.

## Deutschland

### Historische Regelungen
Bereits das Preußische Gesetz gegen die Verunstaltung landschaftlich hervorragender Gegenden vom 2. Juni 1902 sowie §§ 1 und 3 des Preußischen Gesetzes gegen die Verunstaltung von Ortschaften und landschaftlich hervorragenden Gegenden vom 15. Juli 1907 enthielten über die allgemeine polizeirechtliche Ermächtigung zur Gefahrenabwehr hinausgehende Beschränkungen des Eigentums im Wege der Spezialgesetzgebung. Insbesondere Werbeanlagen wie Reklameschilder, Schaukästen, Aufschriften und Abbildungen waren danach Gegenstand gesetzlicher Regelungen. Sie mussten für sich betrachtet Ausdruck „anständiger Baugesinnung“ und werkgerechter Durchbildung sein und sich „einwandfrei in die Umgebung einfügen“. In den Ausführungsanweisungen der Bauverwaltung vom 4. August 1907 hieß es hierzu, der Schutz vor Verunzierung durch Reklameschilder, Aufschriften und Abbildungen erstrecke sich auf das Ortsbild, sei es innerhalb oder außerhalb der bebauten Teile der Städte oder Dörfer.
Anknüpfend an dieses historische Verständnis sieht das Bundesverwaltungsgericht den umgebungsbezogenen Schutz darin, dass die bauliche Anlage das Gesamtbild der Umgebung nicht stören dürfe, der Gegensatz zwischen der Anlage und der Umgebung „von dem Betrachter also nicht als belastend oder Unlust erregend empfunden“ werde.

### Aktuelle Rechtslage
Während das bundesgesetzlich vor allem im Baugesetzbuch geregelte flächenbezogene Bauplanungsrecht unmittelbar den Grund und Boden zum Gegenstand rechtlicher Ordnung hat, also die rechtlichen Beziehungen des Menschen zum Grund und Boden regelt, erfolgen die objektbezogenen gestalterischen Maßgaben nach Landesrecht in den Bauordnungen der Länder.
Für alle baulichen Anlagen gilt ein umgebungsbezogenes „Verunstaltungsverbot“.
So besagt etwa § 9 der Musterbauordnung: Bauliche Anlagen müssen nach Form, Maßstab, Verhältnis der Baumassen und Bauteile zueinander, Werkstoff und Farbe so gestaltet sein, dass sie nicht verunstaltet wirken. Bauliche Anlagen dürfen das Straßen-, Orts- und Landschaftsbild nicht verunstalten.
Eine landesrechtliche Entsprechung lautet: Bauliche Anlagen müssen nach Form, Maßstab, Verhältnis der Baumassen und Bauteile zueinander, Werkstoff und Farbe so gestaltet sein, dass sie nicht verunstaltet wirken. Bauliche Anlagen sind mit ihrer Umgebung so in Einklang zu bringen, dass sie das Straßen-, Orts- oder Landschaftsbild nicht verunstalten oder deren beabsichtigte Gestaltung nicht stören. Auf die erhaltenswerten Eigenarten der Umgebung ist Rücksicht zu nehmen.
Darüber hinaus ermächtigen die Landesbauordnungen die Gemeinden, in einer Satzung örtliche Bauvorschriften zu erlassen, die auch gestalterische Anforderungen an bauliche Anlagen enthalten können. Ermächtigungsgrundlage dafür ist die Regelung der jeweiligen Landesbauordnung, die § 86 Musterbauordnung entspricht (in Nordrhein-Westfalen z. B. § 89 BauO NRW 2018).
In nicht überplanten Gebieten (§§ 34 und 35 BauGB) gibt es keine speziellen rechtlichen Gestaltungsregeln. Der für den unbeplanten Innenbereich geltende § 34 BauGB stellt neben dem Einfügungsgebot (Einfügen in die nähere Umgebung, Gebietscharakter) die generelle Rahmenbedingung für ein Bauvorhaben: Das Ortsbild darf nicht beeinträchtigt werden (§ 34 Abs. 1 Satz 2 BauGB). Damit können zumindest grobe Verunstaltungen verhindert werden. Analog hierzu bestimmt § 35 BauGB für den Außenbereich, dass öffentliche Belange durch ein Vorhaben nicht beeinträchtigt werden dürfen. Dies ist nach § 35 Abs. 3 Nr. 5 unter anderem der Fall, wenn die Belange der Landschaftspflege oder das Landschaftsbild beeinträchtigt oder das Orts- und Landschaftsbild verunstaltet werden.

### Gestaltungssatzungen
Gestaltungsvorschriften können als eigenständige Gestaltungssatzung auftreten oder in Form von sonstigen gestalterischen Festsetzungen in Bebauungsplänen. Das BauGB gibt in § 9 Abs. 4 BauGB die Ermächtigung, landesrechtliche Inhalte in einen Bebauungsplan aufzunehmen.
Gestaltungssatzungen oder einzelne Regeln können Gebäude betreffen (Dachform, Fensterformen, Materialien und Farben), Werbeanlagen oder auch die Gestaltung von Freibereichen, insbesondere von Einfriedungen.

## Österreich
In den Bauvorschriften der österreichischen Bundesländer dominiert das klassische Baupolizeirecht mit Anforderungen an die bautechnische Gestaltung wie Belüftung, Beleuchtung oder Unfallschutz. Im Land Salzburg gibt es hingegen ein Ortsbildschutzgesetz zum Schutz des Ortsbildes gegen grobe Beeinträchtigungen, insbesondere durch Verwahrlosung. Neben dem allgemeinen Ortsbildschutz unterliegen einzelne Bauten in den durch die Landesregierung ausgewiesenen Ortsbildschutzgebieten besonderen Gestaltungs- und Genehmigungserfordernissen (§§ 11 ff. OSchG).

## Schweiz
Kantonale Gestaltungspläne können Anordnungen über Lage, Größe, Beschaffenheit und Gestaltung der Bauten und Anlagen enthalten, damit ein Gebiet „architektonisch gut und auf die bauliche und landschaftliche Umgebung sowie die Wohnbedürfnisse der Bevölkerung abgestimmt überbaut oder baulich umgestaltet wird.“